# Flor de pasión (película)
Flor de Pasión es una película italiana erótica de 1991 dirigida por Joe D'Amato y protagonizada por Cristine Frischhertz, Jack Labrosse, Laura Ciolino, y Rose Gemser, entre otros artistas secundarios del cine italiano.